# 陈从周
陈从周（1918年11月27日—2000年3月15日），原名郁文，字从周，以字行，晚年别号梓翁，原籍浙江绍兴，生于杭州，中国古建筑、古园林专家，散文家。之江大学文学学士。同济大学建筑系教授，博士生导师。

## 生平
1944年，与海宁蒋定结婚，蒋定为徐志摩姻兄妹，得悉志摩轶事，1949年，发表处女作《徐志摩年谱》，为当今研究徐志摩和中国现代文学史的宝贵资料。师从张大千，攻山水人物花卉。1948年，在上海首开个人画展。1951年，出版《陈从周画集》。
1950年，任苏州美术专科学校副教授，教授中国美术史，结识古建筑专家刘敦桢教授，开始了陈从周教授的古建筑生涯。同年秋，由圣约翰大学建筑系主任黄作燊教授聘请，执教于圣约翰大学。后兼职之江大学建筑系，正式教授中国建筑史。1952年，院系调整，执教于同济大学建筑系，并筹建建筑历史教研室。60年代初，参与指导上海豫园、嘉定孔庙、松江余山秀道者塔的修复、设计工作。1966年，在文化大革命中陈从周受到了迫害，1971年，下放皖南干校，1972年，开始参与连云港海靖寺塔修理工程，1974年，指导阿尔巴尼亚进修教师。1978年，赴美国纽约为大都会博物馆设计园林“明轩”。
1986年曾訪問香港，當他在城門郊野公園遊覽時，於城門水塘北面的城門大圍村舊址，為該處的一座涼亭命名為「半閒亭」，並題下對聯「林壑春風聞鳥語，午蔭嘉樹秀清園」。他稱讚香港郊野公園環境清幽秀麗，比起大陸的紅紅綠綠舒服宜人得多。
1987年，设计并主持施工上海豫园东部园林的复园工程。1988年，宁波天一阁东园竣工。1991年冬，云南安宁楠园竣工。陈从周自评说“纽约的明轩，是有所新意的模仿；豫园东部是有所寓新的续笔，而安宁的楠园，则是平地起家，独自设计的，是我的园林理论的具体体现。”
2000年3月15日于上海过世。

## 作品
陈从周毕生致力于保护和弘扬中国古建筑尤其是园林建筑文化，成果瞩目，著作等身。著其中《说园》五篇为其最重要作品，前后有英文译本、日文译本，以及德文、法文、意文本。

- 学术类：《苏州园林》、《扬州园林》、《园林谈丛》、《说园》、《绍兴石桥》《中国建筑史图集》《漏窗》《窗修集录》 《江浙砖刻选集》 《苏州旧住宅参考图录》 《中国古代桥梁史》《绍兴石桥》
- 散文类：《春苔集》、《书带集》、《帘青集》、《山湖处处》、《梓室余墨》